# Grzegorz Fonfara
Grzegorz Fonfara, né le 8 juin 1983 à Katowice, est un footballeur polonais. Il est défenseur.

## Carrière

### Palmarès
- Vice-Champion de Pologne : 2007
- Finaliste de la Coupe de la Ligue polonaise : 2007
- Finaliste de la Supercoupe de Pologne : 2007